# Илоило (провинция)
Илои́ло (таг. Lalawigan sang Iloílo) — провинция Филиппин, расположенная в регионе Западные Висайи. Занимает юго-западную часть острова Панай, граничит с соседними провинциями того же острова — Капис, Антике и Аклан, на севере и на западе. На востоке омывается водами пролива Гимарас. Административный центр провинции — город Илоило, который связан морским путём с Баколодом, портом на соседнем острове Негрос, и железной дорогой — с центром провинции Капис, Рохасом.

## География
Географически провинция Илоило состоит из двух частей. На западе здесь расположен горный хребет, по которой проходит граница с двумя другими провинциями острова. Высшая точка на территории Илоило — 1378 м. Восточная часть провинции — низменная.

## История
Ещё до прихода испанцев илонго торговали с китайскими и малайскими купцами. В прибрежных водах появлялись и голландские пираты, и пираты народностей моро. Постепенно, путём смешения местных жителей, китайцев, малайцев и испанцев, образовалось смешанное население, метисы.

## Население
Население провинции говорит на двух местных языках — хилигайнон (илонго) и кинарай, австронезийской семьи языков. Эти языки распространены в других районах острова Панай, а также и на соседних островах. Местные жители называют себя илонго.

## Административное деление
В административном отношении делится на 42 муниципалитет и 2 города.

### Города
- Илоило (Iloilo City)
- Пасси (Passi City)

### Муниципалитеты
| - Аджуй (Ajuy) - Алимодиан (Alimodian) - Анилао (Anilao) - Бадианган (Badiangan) - Баласан (Balasan) - Банате (Banate) - Баротас Нуэво (Barotac Nuevo) - Баротас Вьехо (Barotac Viejo) - Батад (Batad) - Бингаван (Bingawan) - Кабатуан (Cabatuan) - Калиног (Calinog) - Карлес (Carles) - Консепсьон (Concepcion) - Дингле (Dingle) - Дуеньяс (Dueñas) - Думангас (Dumangas) - Эстансия (Estancia) - Гимбаль (Guimbal) - Игбарас (Igbaras) - Ханиуай (Janiuay) - Ламбунао (Lambunao) - Леганес (Leganes) | - Лемери (Lemery) - Леон (Leon) - Маасин (Maasin) - Миагао (Miagao) - Мина (Mina) - Нью-Лусена (New Lucena) - Отон (Oton) - Павия (Pavia) - Пототан (Pototan) - Сан-Дионисио (San Dionisio) - Сан-Энрике (San Enrique) - Сан-Хоакин (San Joaquin) - Сан-Мигель (San Miguel) - Сан-Рафаэль (San Rafael) - Санта-Барбара (Santa Barbara) - Сара (Sara) - Тигбауан (Tigbauan) - Тубунган (Tubungan) - Саррага (Zarraga) |